# United States Army War College

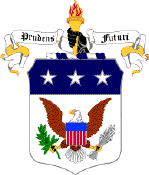
Blason de l'école
PRUDENS FUTURI.

Le United States Army War College est une école américaine située dans la caserne de Carlisle à Carlisle (Pennsylvanie), qui dépend de l'armée de terre des États-Unis. Elle forme des militaires et des civils aux plus hautes responsabilités. En un cursus de deux années, elle accueille 300 personnes par an, en partie des étrangers.

## Création
L'école, créée le 27 novembre 1901 par le secrétaire d’État Elihu Root, recrute au niveau de colonel ou lieutenant-colonel sur proposition et délivre un master.

### Historique
En mai 1757, pendant la guerre de Sept Ans, le colonel John Stanwicx y établit le premier campement permanent comprenant des Indiens, des colons, des coureurs des bois mais aussi des régiments irréguliers et le régiment Royal américain encadré par Henri Bouquet. Les expéditions contre les Français étaient dirigées par le général  John Forbes.
En juin 1775, la guerre d'indépendance des États-Unis commençant, les habitants formèrent une milice qui partait pour Boston sous le commandement de William Thomson, des prisonniers hessois y furent cantonnés. Ils participèrent à la construction d'un camp d'approvisionnement pour munitions et canons. Le capitaine Isaac Coren commandait une école d'artillerie en ce lieu. L'école est installée dans des locaux qui furent une école de cavalerie entre 1838 et 1861.

## Personnalités
John Pershing en 1905, Hunter Liggett en 1910, Dwight David Eisenhower en 1927, George Patton en 1932, William F. Halsey, Omar Bradley en 1934, William Westmoreland en 1951, Nguyen Hop Doan, Norman Schwarzkopf en 1973, le général français Vincent Desportes en 1998.

## Liens
- Site officiel